# Corporación Club Deportivo Universidad de Concepción
A Club Deportivo Universidad de Concepción é um clube desportivo chileno, fundado em 1994, com sede na cidade de Concepción.

## Futebol
A equipe de futebol disputa a segunda divisão do Campeonato Chileno, mais conhecido como Primera B. A equipe tem 2 participações na Copa Libertadores Da América e irá disputar a sua 3ª em 2019, em sua segunda participação na edição de 2018 enfrentou o Vasco da Gama, perdendo por 4–0 no Estádio municipal de Concepción e por 2–0 em São januário

## Títulos
| NACIONAIS | NACIONAIS                       | NACIONAIS | NACIONAIS         |
|           | Competição                      | Títulos   | Temporadas        |
| --------- | ------------------------------- | --------- | ----------------- |
|           | Copa Chile                      | 2         | 2008-09 e 2014-15 |
|           | Campeonato Chileno - 2ª divisão | 1         | 2013-T            |
|           | Campeonato Chileno - 3ª divisão | 1         | 1997              |

## Histórico em competições oficiais
- Copa Libertadores da América: 2004.
- Copa Sul-Americana: 2004.
- Copa Libertadores da América: 2018.
- Copa Libertadores da América: 2019

## Jogadores destacados
Esta é uma lista de jogadores de destaque que já passaram pelo Universidad de Concepción:
- Gustavo Lorenzetti
- Mauricio Aros
- Jean Beausejour
- Hugo Droguett
- Luis Pedro Figueroa

- Esteban Paredes
- Nicolás Peric
- Jorge Valdivia
- Gabriel Vargas
- Luís Aguiar

## Treinadores
Esses são os principais treinadores:
- Mario Osbén
- Jaime Vera

## Uniformes

### Uniformes atuais
- 1º - Camisa amarela, calção e meias azuis;
- 2º - Camisa branca, calção e meias brancas.

| 1º Uniforme | 2º Uniforme |  |

### Uniformes dos goleiros
- Camisa azul, calção e meias azuis;
- Camisa marrom, calção e meias marrons.

| Cores do Time · Cores do Time · Cores do Time · Cores do Time · Cores do Time | Cores do Time · Cores do Time · Cores do Time · Cores do Time · Cores do Time |  |

## Basquete

### Títulos
- Campeonato Chileno de Basquete: 3 vezes (1995, 1997 e 1998).

## Sedes e estádios

### Municipal de Concepción
O Estádio Municipal de Concepción é um estádio de futebol localizado em Concepción, Chile. É o local onde o Universidad de Concepción manda suas partidas de futebol. Tem capacidade para 29.000 torcedores